# Parcul Național Muntele Kenya
Parcul național „Muntele Kenya” (0 ° 07'26 "S 37 ° 20'12" E), constituit în anul 1949, protejează regiunea din jurul muntelui Kenya. Inițial a fost o pădure de rezervă, înainte de a fi anunțat ca un parc național. In prezent se află în pădurea de rezervă care în incercuiește. În aprilie 1978, zona a fost desemnată Rezervație a biosferei UNESCO. Parcul național și pădurea de rezervă combinate au devenit un Patrimoniu Mondial UNESCO în 1997.
Guvernul din Kenya avea patru motive pentru a crea un parc în jurul și pe Muntele Kenya. Acestea au fost importanța turismului pentru economia locală și națională, păstrarea unei zone de mare frumusețe, conservarea biodiversității în parc, și de a păstra captarea de apă pentru zona înconjurătoare.
Parcul Național are o suprafata de 715 km², cea mai mare parte fiind mai sus de 3000 metri. Pădurea de rezervă are o suprafata de 705 km². Combinate acest lucru face ca zona să aparțină Patrimoniului Mondial UNESCO (1420 km²).
O mică parte din acest parc în apropierea frontierelor puternic populate au garduri electrificate pentru a menține elefanți din jurul terenurilor agricole. Sedimentele vulcanice din solul din jurul regiunii și volumul imens de apă proaspătă care vine pe pantă face zona deosebit de favorabilă pentru agricultură.
La altitudini mai mici Colobus și alte maimuțe și Cape Buffalo sunt predominante. Unele mamifere mai mari, cum ar fi elefanți pot fi găsiți până la 4500 m.